# FINA Water Polo World League 2003 (maschile)
La 2ª edizione della World League di pallanuoto maschile si è svolta tra il 27 giugno ed il 24 agosto 2003.
È stato disputato un turno di qualificazione che prevedeva due gironi disputati ciascuno in sede unica. Le prime tre classificate hanno conquistato l'accesso alla Super Final, giocata a New York con un tabellone ad eliminazione diretta.

## Turno di qualificazione

### Gruppo A
- San Paolo,  Brasile

|    | Squadra     | Pti | G | V | N | P | GF | GS | Diff |
| -- | ----------- | --- | - | - | - | - | -- | -- | ---- |
| 1. | Italia      | 9   | 3 | 3 | 0 | 0 | 34 | 20 | +14  |
| 2. | Grecia      | 7   | 3 | 2 | 0 | 1 | 27 | 21 | +6   |
| 3. | Paesi Bassi | 5   | 3 | 1 | 0 | 2 | 24 | 33 | -9   |
| 4. | Brasile     | 3   | 3 | 0 | 0 | 3 | 19 | 30 | -11  |

- 27 giugno

| Grecia | 10 – 6 | Brasile     |
| Italia | 15 – 8 | Paesi Bassi |

- 28 giugno

| Italia | 10 – 6 | Brasile     |
| Grecia | 11 – 6 | Paesi Bassi |

- 29 giugno

| Italia  | 9 – 6  | Grecia      |
| Brasile | 7 – 10 | Paesi Bassi |

### Gruppo B
- Budapest,  Ungheria

|    | Squadra             | Pti | G | V | N | P | GF | GS | Diff |
| -- | ------------------- | --- | - | - | - | - | -- | -- | ---- |
| 1. | Ungheria            | 9   | 3 | 3 | 0 | 0 | 37 | 23 | +15  |
| 2. | Serbia e Montenegro | 5   | 3 | 1 | 0 | 2 | 33 | 27 | +6   |
| 3. | Stati Uniti         | 5   | 3 | 1 | 0 | 2 | 22 | 34 | -12  |
| 4. | Australia           | 5   | 3 | 1 | 0 | 2 | 26 | 35 | -9   |

- 27 giugno

| Stati Uniti | 10 – 7 | Australia           |
| Ungheria    | 10 – 5 | Serbia e Montenegro |

- 28 giugno

| Ungheria            | 14 – 7 | Australia   |
| Serbia e Montenegro | 15 – 4 | Stati Uniti |

- 29 giugno

| Serbia e Montenegro | 11 – 12 | Australia   |
| Ungheria            | 12 – 8  | Stati Uniti |

## Super Final

### Tabellone
|  | Quarti di finale      | Quarti di finale    |          |             | Semifinali                | Semifinali                |  |  | Finale | Finale |
|  |                       |                     |          |             |                           |                           |  |  |        |        |
|  |                       |                     |          |             |                           |                           |  |  |        |        |
|  |                       |                     |          |             |                           |                           |  |  |        |        |
|  | Italia                | -                   |          |             |                           |                           |  |  |        |        |
|  | Italia                | -                   |          |             |                           |                           |  |  |        |        |
|  | ammessa in semifinale | -                   |          |             |                           |                           |  |  |        |        |
|  | ammessa in semifinale | -                   | Italia   | 5           |                           |                           |  |  |        |        |
|  |                       |                     | Italia   | 5           |                           |                           |  |  |        |        |
|  |                       | Serbia e Montenegro | 4        |             |                           |                           |  |  |        |        |
|  | Serbia e Montenegro   | Serbia e Montenegro | 4        | 15          |                           |                           |  |  |        |        |
|  | Serbia e Montenegro   |                     |          | 15          |                           |                           |  |  |        |        |
|  | Paesi Bassi           | 9                   |          |             |                           |                           |  |  |        |        |
|  | Paesi Bassi           | 9                   | Italia   | 8           |                           |                           |  |  |        |        |
|  |                       |                     | Italia   | 8           |                           |                           |  |  |        |        |
|  |                       | Ungheria            | 13       |             |                           |                           |  |  |        |        |
|  | Ungheria              | Ungheria            | 13       | -           |                           |                           |  |  |        |        |
|  | Ungheria              |                     |          | -           |                           |                           |  |  |        |        |
|  | ammessa in semifinale | -                   |          |             |                           |                           |  |  |        |        |
|  | ammessa in semifinale | -                   | Ungheria | 6           | Finale per il terzo posto | Finale per il terzo posto |  |  |        |        |
|  |                       |                     | Ungheria | 6           | Finale per il terzo posto | Finale per il terzo posto |  |  |        |        |
|  |                       | Stati Uniti         | 5        |             |                           |                           |  |  |        |        |
|  | Grecia                | Stati Uniti         | 5        | 2           | Serbia e Montenegro       | 9                         |  |  |        |        |
|  | Grecia                |                     |          | 2           | Serbia e Montenegro       | 9                         |  |  |        |        |
|  | Stati Uniti           | 6                   |          | Stati Uniti | 12                        |                           |  |  |        |        |
|  | Stati Uniti           | 6                   |          |             | 12                        |                           |  |  |        |        |
|  |                       |                     |          |             |                           |                           |  |  |        |        |
|  |                       |                     |          |             |                           |                           |  |  |        |        |

### Quarti di finale
- 22 agosto

| Serbia e Montenegro | 15 - 9 | Paesi Bassi |
| Grecia              | 2 - 6  | Stati Uniti |

### Semifinali
- 23 agosto

| Italia   | 5 - 4 | Serbia e Montenegro |
| Ungheria | 6 - 5 | Stati Uniti         |

### Finali

#### 5º posto
- 23 agosto

| Paesi Bassi | 7 - 8 | Grecia |

#### 3º posto
- 23 agosto

| Serbia e Montenegro | 9 -12 | Stati Uniti |

#### 1º posto
- 23 agosto

| Italia | 8 - 13 | Ungheria |

## Classifica finale
| Pos. | Squadra             |
| ---- | ------------------- |
|      | Ungheria            |
|      | Italia              |
|      | Stati Uniti         |
| 4    | Serbia e Montenegro |
| 5    | Grecia              |
| 6    | Paesi Bassi         |

## Classifica marcatori
|  | Gol | Marcatore        | Squadra             |
|  | --- | ---------------- | ------------------- |
|  | 12  | Tony Azevedo     | Stati Uniti         |
|  | 11  | Aleksandar Šapić | Serbia e Montenegro |
|  | 10  | Péter Biros      | Ungheria            |
|  | 10  | Gerben Silvis    | Ungheria            |
|  | 8   | Marco Booij      | Paesi Bassi         |
|  | 8   | Tamás Kásás      | Ungheria            |
|  | 8   | Bogdan Rath      | Italia              |
|  | 8   | Thomas Whalan    | Australia           |